# Phrissocystis
Genre
Phrissocystis est un genre d'oursins abyssaux de la famille des Macropneustidae.

## Description et caractéristiques
Ce sont de petits oursins irréguliers en forme de cœur vu du dessus. Une large bouche filtreuse est située sur la face inférieure de l'animal, et l'anus en position terminale arrière.
Il n'y a pas de sulcus antérieur sur le test.
 
Le disque apical est ethmolytique avec quatre gonopores sur autant de plaques génitales fusionnées. La plaque madréporitique s'étend jusque derrière les plaques oculaires.

Les ambulacres, qui ne sont pas modifiés en pétales, ne portant de podia que sur la partie la plus adapicale.

Le péristome est tourné vers l'avant, et la plaque labrale pointue est allongée longitudinalement le traversant presque.

Le périprocte est marginal.

Aucun fasciole n'est visible.

Des tubercules sont éparpillés sur la face aborale, autant sur les plaques ambulacraires qu'interambulacraires, et jusque sur les plaques sternales, mais pas sur les zones ambulacraires orales postérieures.
 
Les pédicellaires ophiocéphales sont très caractéristiques, avec une tête globulaire, la base des valves très développée et les lames réduites.
Cette famille est cantonnée aux abysses, pour l'instant observée seulement dans le Pacifique.

## Liste des genres
Selon World Register of Marine Species (10 juin 2014) :
- genre Phrissocystis A. Agassiz, 1898
  - Phrissocystis aculeata A. Agassiz, 1898 -- Pacifique est
  - Phrissocystis multispina A. Agassiz & H.L. Clark, 1907 -- Hawaii

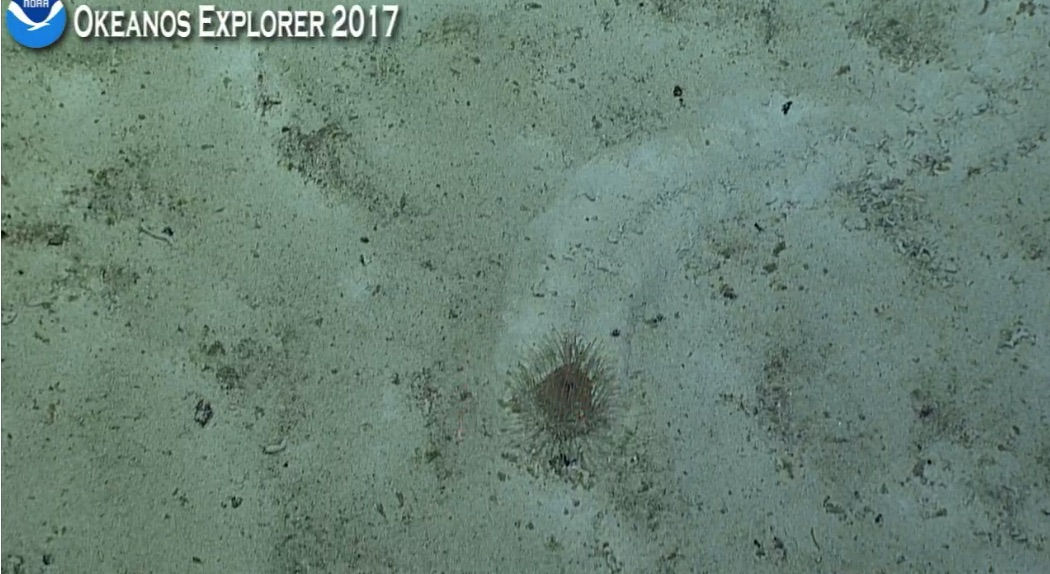
Un Phrissocystis observé dans les abysses au large des îles Samoa en 2017 par l'expédition Okeanos Explorer.